# Dasybasis antilope
Dasybasis antilope är en tvåvingeart som först beskrevs av Juan Brèthes 1910.  Dasybasis antilope ingår i släktet Dasybasis och familjen bromsar. Inga underarter finns listade i Catalogue of Life.